# الدوري المغربي لكرة القدم 1984–85
الدوري المغربي لكرة القدم 1984-1985 هو الموسم 29 من البطولة الوطنية المغربية لكرة القدم . يتنافس خلاله 16 من أفضل الأندية الوطنية المغربية.توج بهذا الموسم فريق المغرب الفاسي .